# Ribnik (Kroatien)
Ribnik (bis 1918 Riburg) ist eine kroatische Gemeinde in der zentralkroatischen Gespanschaft Karlovac, nicht weit entfernt von der slowenischen Grenze (Grenzübergang Jurovski Brod – Metlika).

## Geschichte
Die ehemalige Gemeinde Lipnik, heute Ribnik, bestand bereits vor dem 13. Jahrhundert. Grundbesitzer um Ribnik waren unter anderem: Nikola Zrinski, Gašpar Colarić, Grgur Vlahović und die Adelsfamilien Sturmberger, Lenković, Zrinjski, um nur einige zu benennen.
Bereits im Jahr 1418 hatte die Gemeinde 25 Dörfer mit 4784 Einwohnern. Eingraviert ist dies in die Kirchenglocke von Ribnik. Da der Weg nach Ribnik für viele jedoch zu weit war, wurde z. B. von den Bewohnern aus Bubnjarci die heilige Messe im nahen Metlika in der Krain besucht.
Eine der entscheidenden Rollen bei der Ausbreitung des Protestantismus im 16. Jahrhundert im Nordkroatien hatten die lutherischen und calvinistischen Prediger. Auf dem Gebiet der Agramer Gespanschaft taten sich die einheimischen Prediger hervor: Die Lutheraner Ivan Drugnic aus der Gespanschaft Križevci (dt. Kreutz) und Grgur Vlahović aus Ribnik (dt. Riburg) sowie Petar Lukić, geboren in Trg bei Ozalj, ein Edelmann, der großen Grundbesitz bei Ribnik hatte.

## Wasserburg

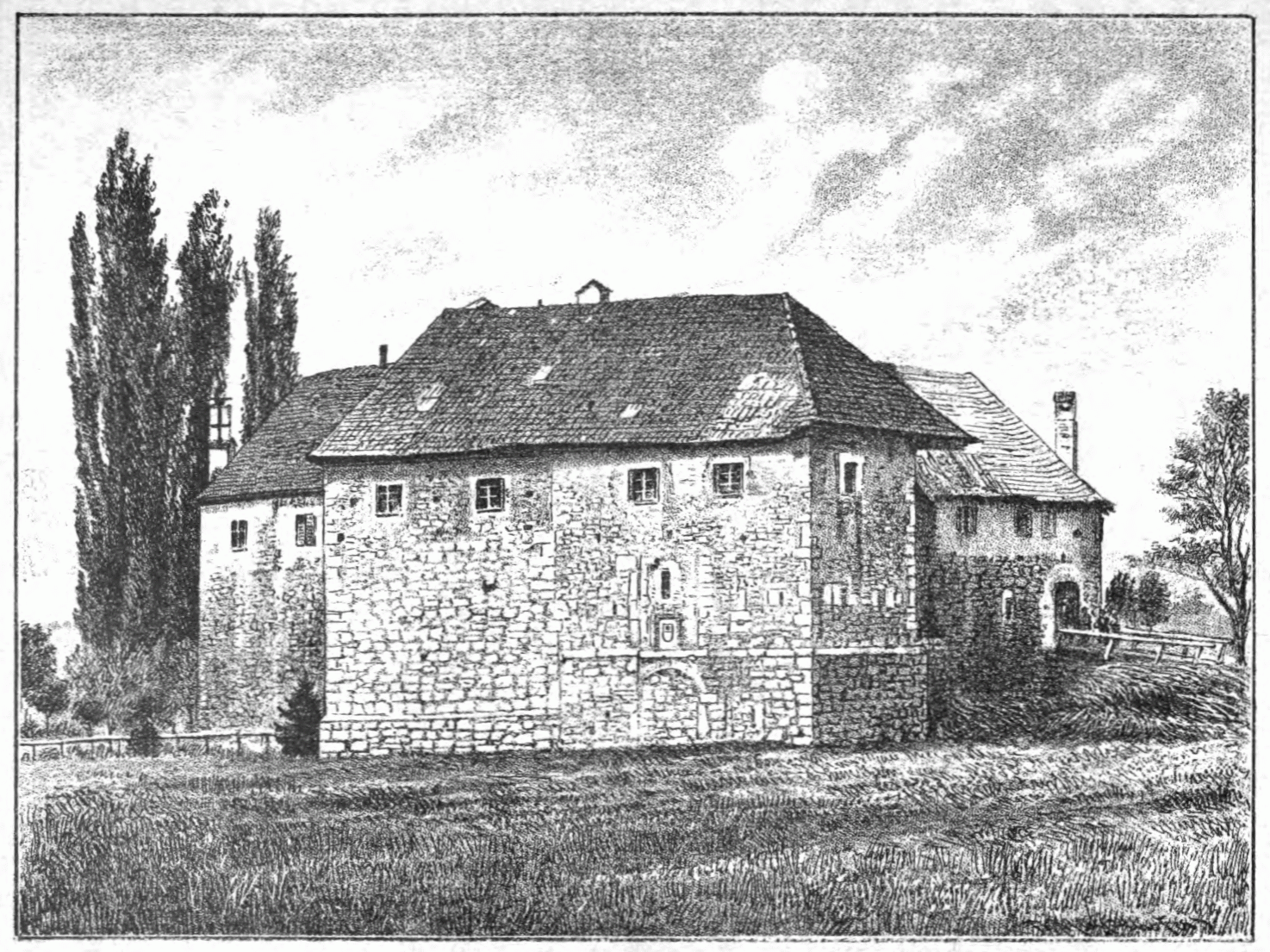
Burg Ribnik

In Ribnik steht eine ehemalige Wasserburg, welche durch die kroatische Fürstenfamilie der Babonić, Károly Róbert im 13. Jahrhundert errichtet wurde. Die berühmten Adelsfamilien der und Mikač waren Besitzer bis in das 14. Jahrhundert. In das Eigentum der Frankopan kam es 1394. Ab 1576 fiel es der Familie der Zrinski zu. Von 1702 bis 1809 besaß es die Familie Petazzi. Im Jahr 1839 erwarb Joseph Philipp Vukasović, der Erbauer der Luisenstraße (Ortschaft Skrad in der Nähe von Delnice), den Besitz. 1858 kaufte es Josip Gal.
Die Burg liegt im Tal des Baches Obvrh, der aufgestaut wurde, so dass ein großer Fischteich entstand. Die Burg war als Insel über eine Zugbrücke erreichbar. Der noch sichtbare Teil des Verteidigungsturmes mit dem Wappen der Frankopan war ursprünglich sehr hoch. In der Burg kann man aufgrund der ständigen Besitzer noch sehr gut die beeindruckende Architektur aus Gotik und Renaissance bewundern.

## Persönlichkeiten
- Ilija Gregorić (um 1520–1574), Grenzwächter
- Juraj Križanić (1618–1683), Theologe und Politiker